# Vantörs kyrka
Vantörs kyrka är en kyrkobyggnad i Högdalen i Stockholm. Den är församlingskyrka i Vantörs församling i Stockholms stift.

## Kyrkobyggnaden
Kyrkan, ritad av Alfreds & Larsén arkitektkontor, är hopbyggd med församlingslokaler uppförda i två våningar. I den övre våningen ligger själva kyrkorummet. Byggnaden består av olika volymer med varierande höjd och är uppfört av rött stortegel. Direkt entré sker genom huvudporten från väster, Önskehemsgatan. Kyrkorummets innertak består av veckade betongskärmar i två höjder där indirekt dagsljus släpps in mellan dem. År 1958 påbörjades bygget av kyrkan och den invigdes året efter. 
Kyrkan är skyddat kyrkligt kulturminne enligt Riksantikvarieämbetets beslut i maj 2001. Länsstyrelsen har tolkat skyddets omfattning enligt följande: ”Vantörs kyrkoanläggnings hela övre plan och, i det nedre planet, kyrkorådsrummet samt prästrummens vägg av tegel samt ursprungliga dörrar och partier i ek”.

## Inventarier

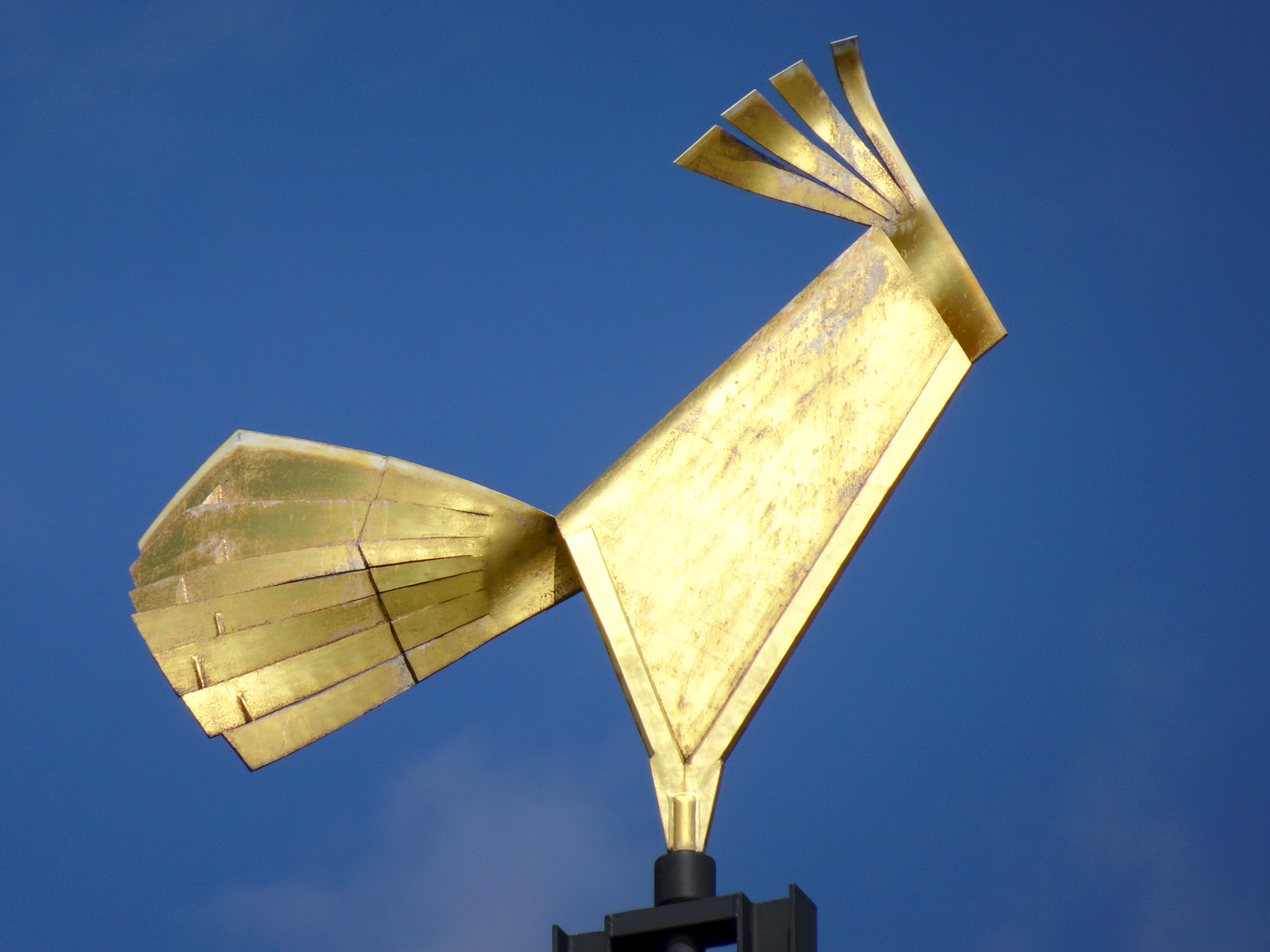
Årets kyrktupp 1997

- Dopfunten är tillverkad i glas av Sven Palmqvist, Orrefors glasbruk. Den är uppbyggd av lösa glasblock som är lagda i form av en kvadrat. I dess mitt ligger ett rundat dopfat.
- Framför en mosaik utförd av Gert Marcus, hänger ett stiliserat krucifix i trä och järn, skapat 1960 av skulptören Arne Jones.
- Jones har även formgivit kyrktuppen i förgylld aluminium. Denna valdes till Årets kyrktupp i Sverige 1997 och blev även Högdalens emblem.
- Kyrkan har tre kyrkklockor, gjutna vid Bergholtz klockgjuteri i Sigtuna.
- De kyrkliga textilerna har utförts av konstnären Kaisa Melanton.
- Vid ingången finns bronsskulpturen Jesus och människan  av Margot Hedeman.

## Orgel
En huvudorgel från 1961 demonterades och såldes 2006. Då anskaffades en orgel byggd av Ryde & Berg, Norge, med 36 stämmor, tre manualer och pedal. Den ljudande fasaden utfomades av Ulf Oldaeus. Orgelns klang är inspirerad av fransk romantik. Fasaden anknyter till den tidigare orgelns utformning.

### Diskografi
- Orgelliv : sju sekel i Stockholms stifts kyrkor / redaktör: Christina Nilsson ; foto: Magnus Aronson, Mats Åsman. Stockholm: Kulturhistoriska bokförlaget. 2012. Libris 13609452. ISBN 978-91-87151-04-0 - Innehåller CD med musik på kyrkans Ryde & Berg-orgel framförd av Per Jansson.

## Interiörbilder

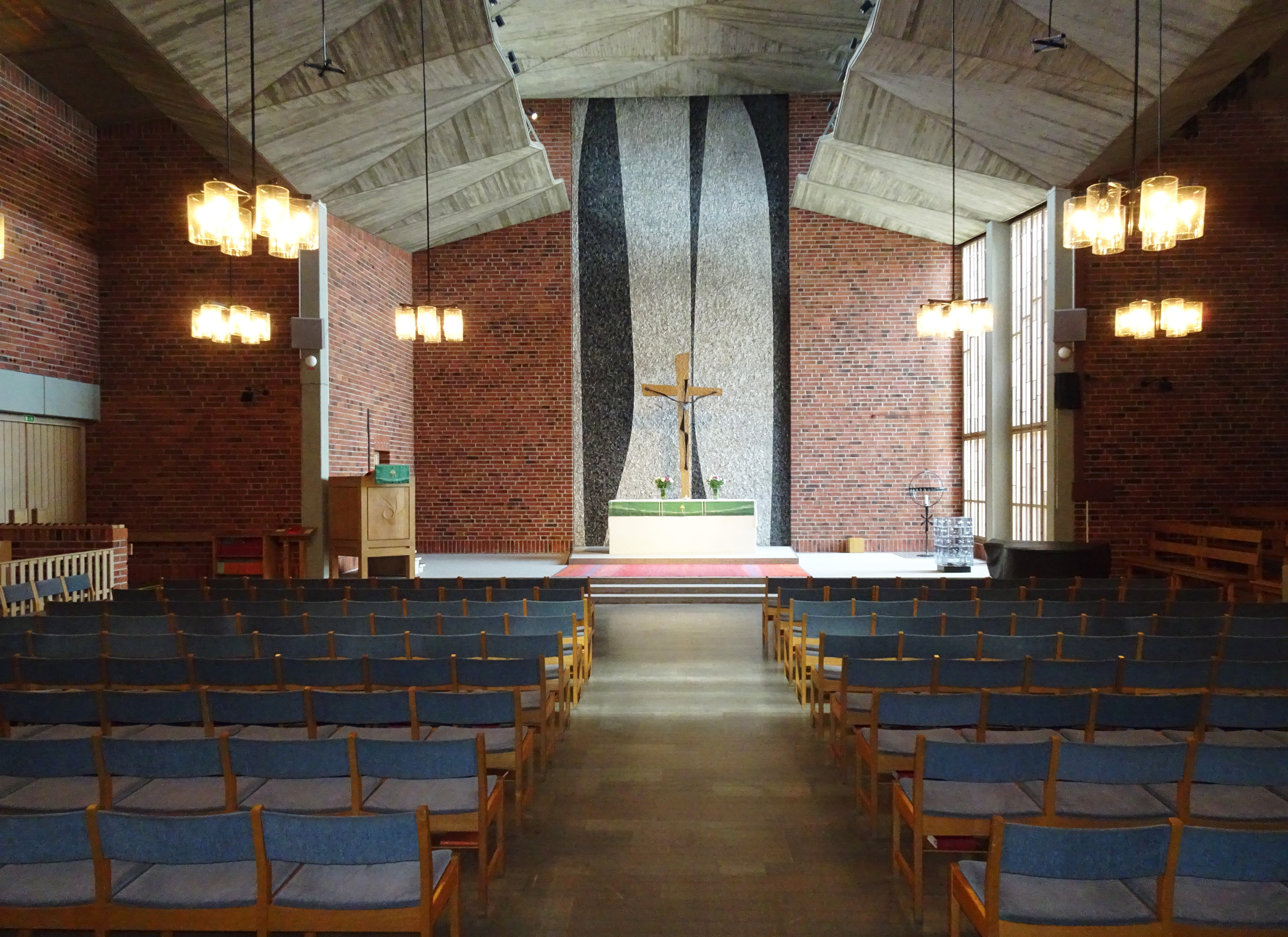
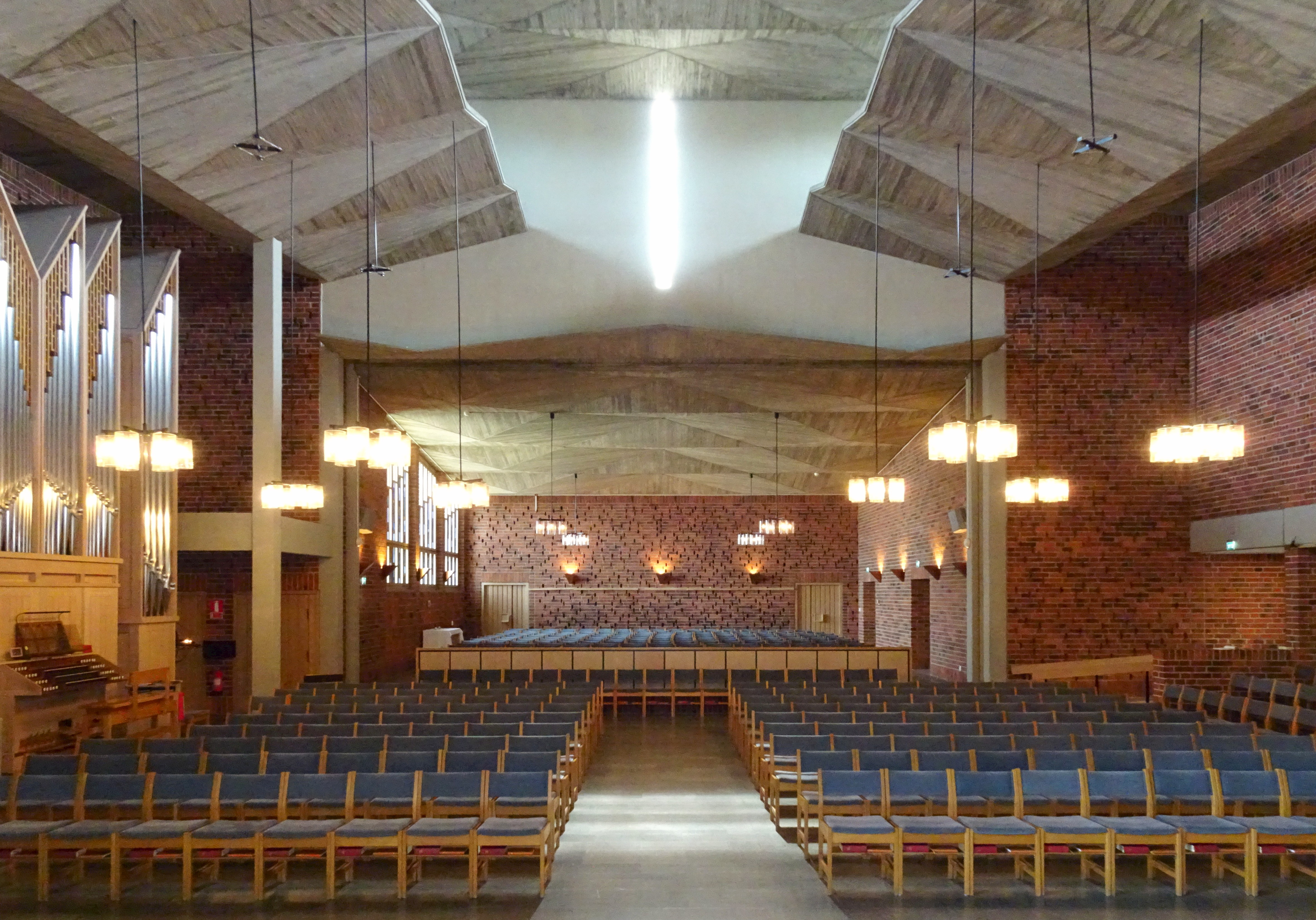
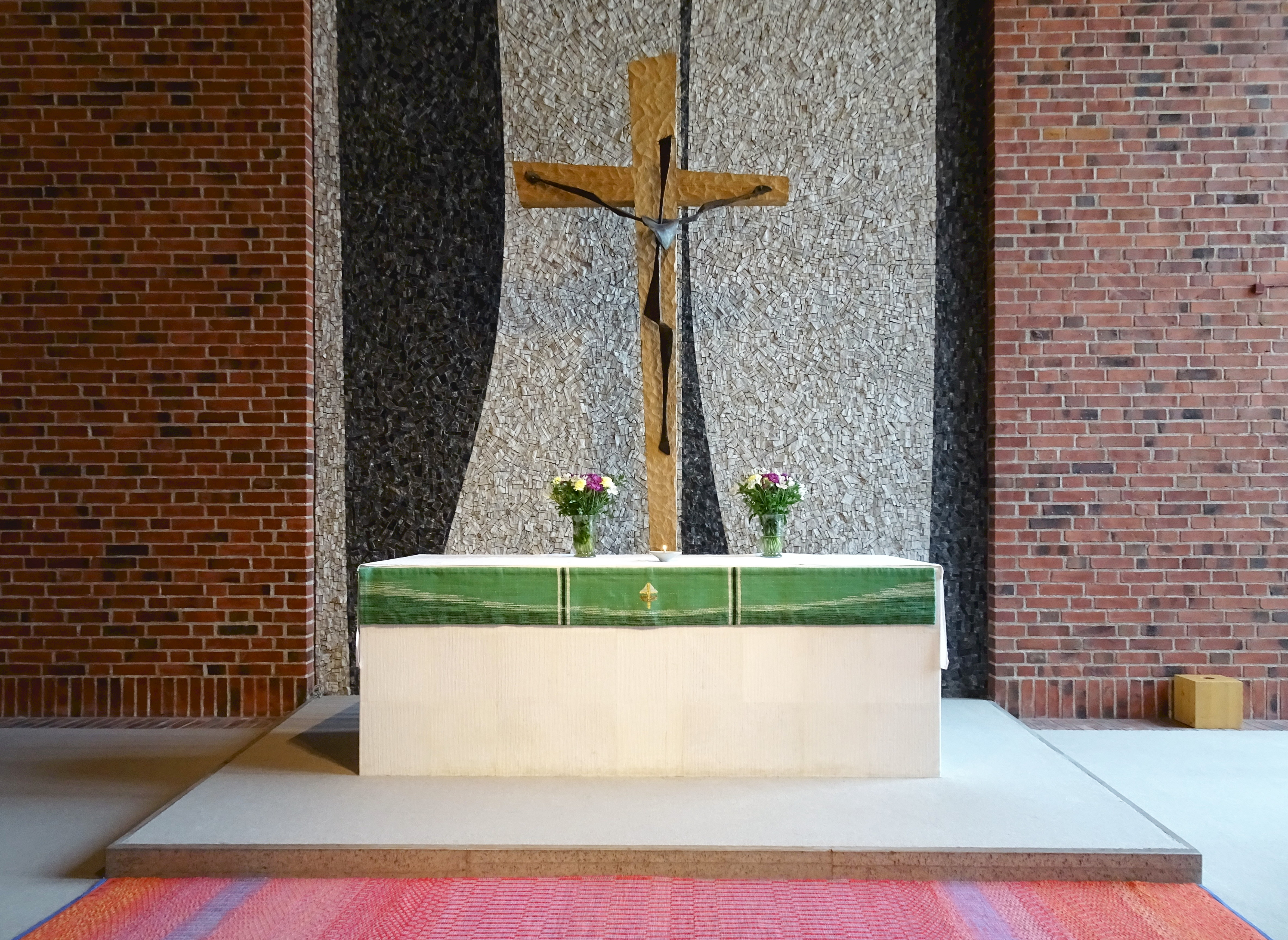
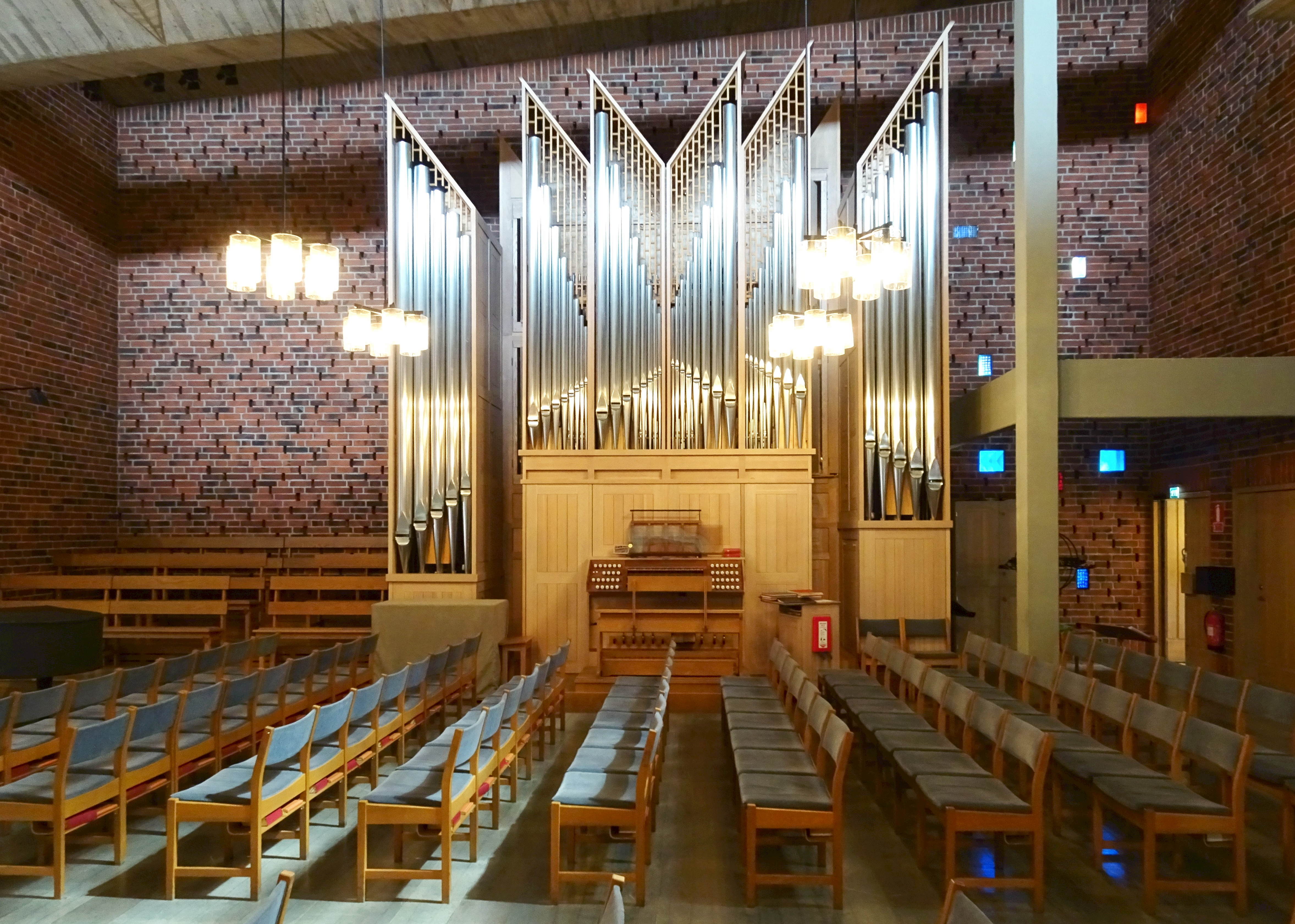
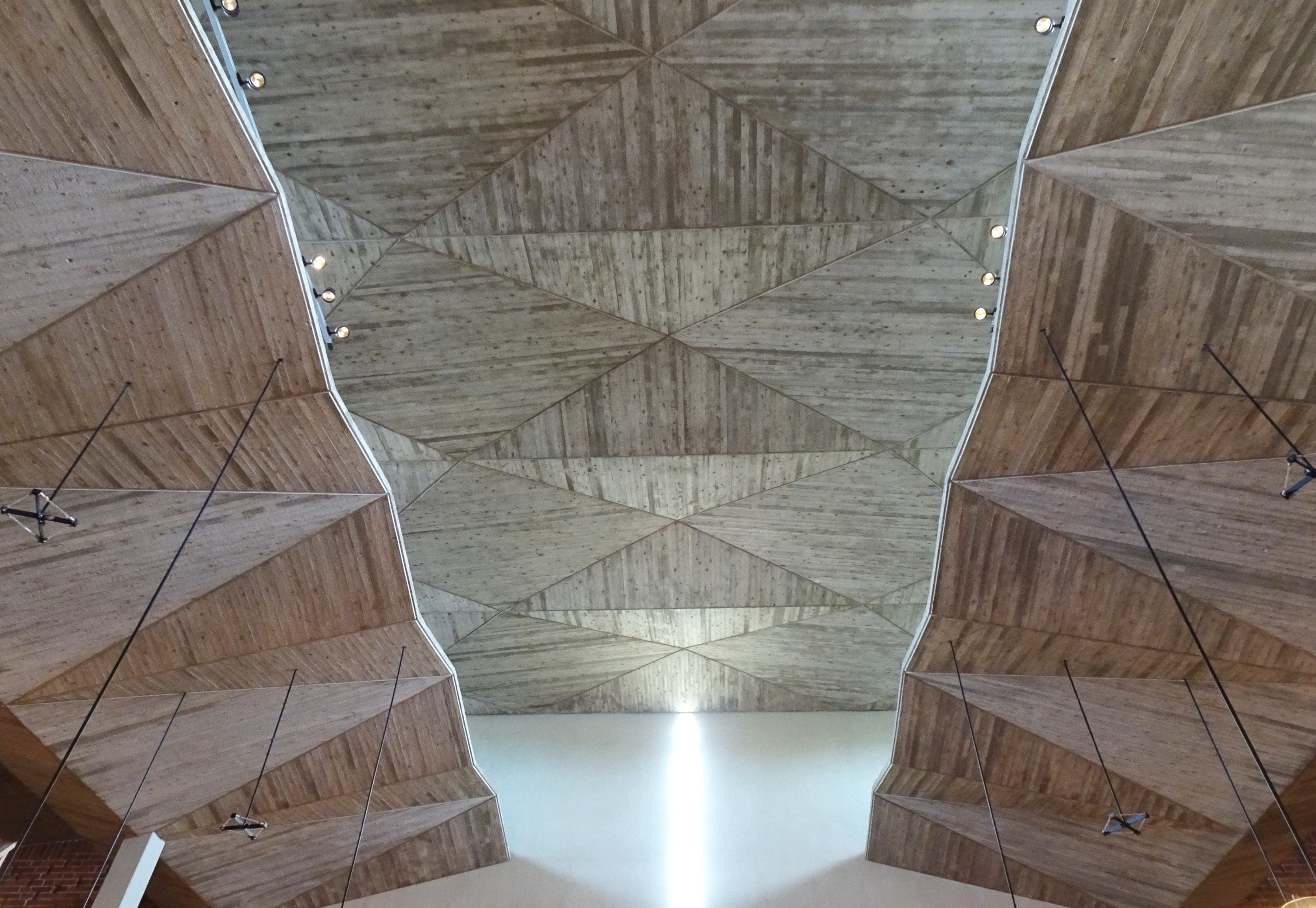
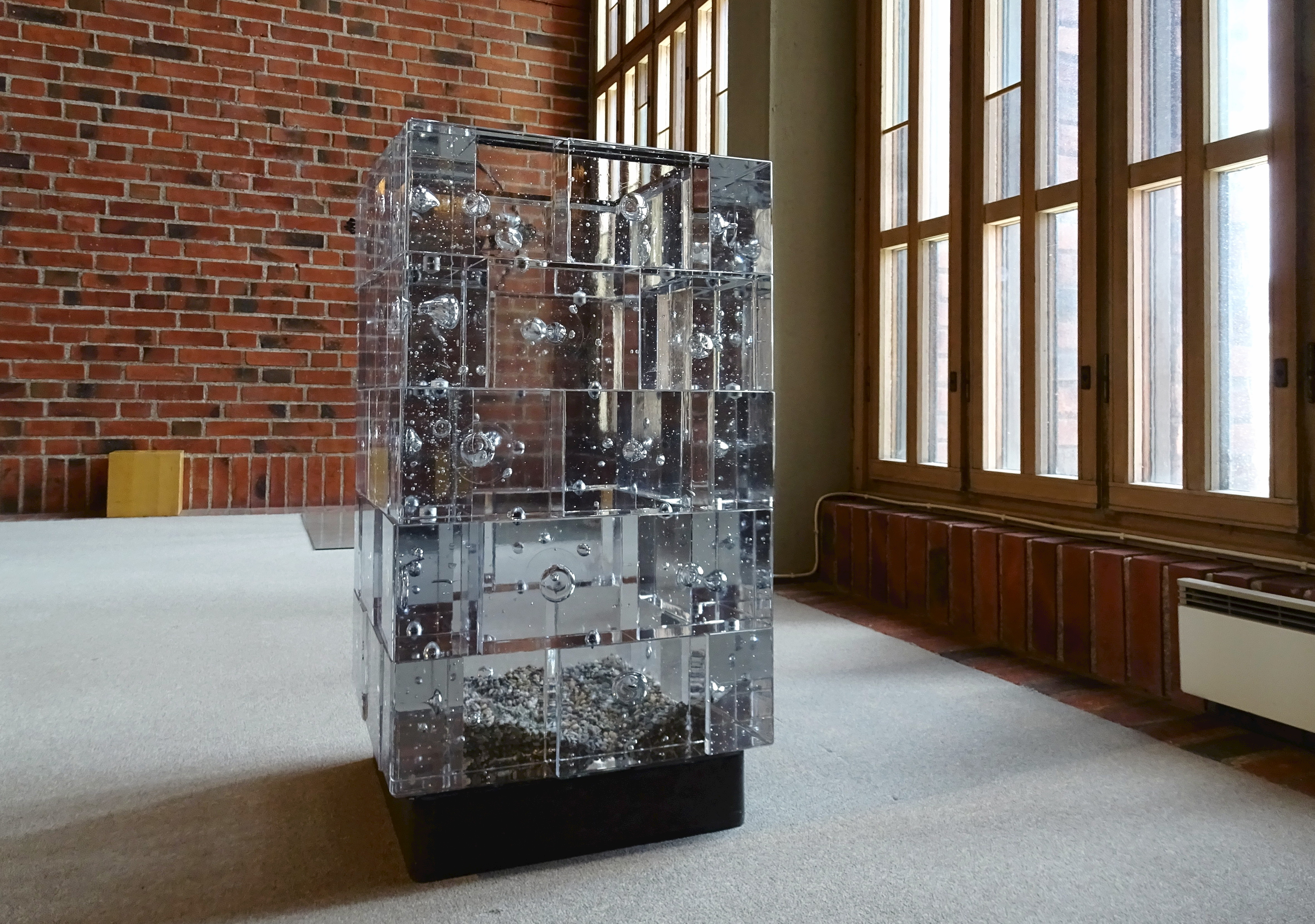